# Albert de Stade
Albert de Stade (mort v. 1264) est un abbé du monastère de Stade (vers Hambourg) en 1232, connu pour sa chronique universelle, les Annales Stadenses, qu'il commença à écrire en 1240. Celle-ci présente principalement l'intérêt d'utiliser des sources aujourd'hui perdues. On lui attribue également le Troilus, poème latin en distiques élégiaques de plus de 5000 vers sur la guerre de Troie.

## Œuvres
- Annales Stadenses
- Troilus, éd. Theodor Merzdorf, Leipzig, 1875 ("Bibliotheca scriptorum medii aevi teubneriana")